# Jakub Skala
Jakob Skala (sorbisch auch Jakub Skala, * 18. Februar 1851 in Crostwitz; † 17. Januar 1925 in Bautzen) war vom 26. Juni 1921 bis zu seinem Tod Dekan des katholischen Domkapitels St. Petri zu Bautzen sowie vom 26. Juni 1921 bis zum 19. September 1921 Apostolischer Administrator des wiedererrichteten Bistums Meißen.

## Leben
Jakob Skala stammte aus einer bäuerlichen sorbischen Familie. Er besuchte in seinem Geburtsort die katholische Pfarrschule und hernach die Domschule in Bautzen. Dann ging er nach Prag. Dort lebte er mehrere Jahre im Wendischen Seminar, dem auf der Prager Kleinseite gelegenen Konvikt für die Lausitzer Priesteramtskandidaten, legte  die Reifeprüfung 1872  ab und studierte Theologie.

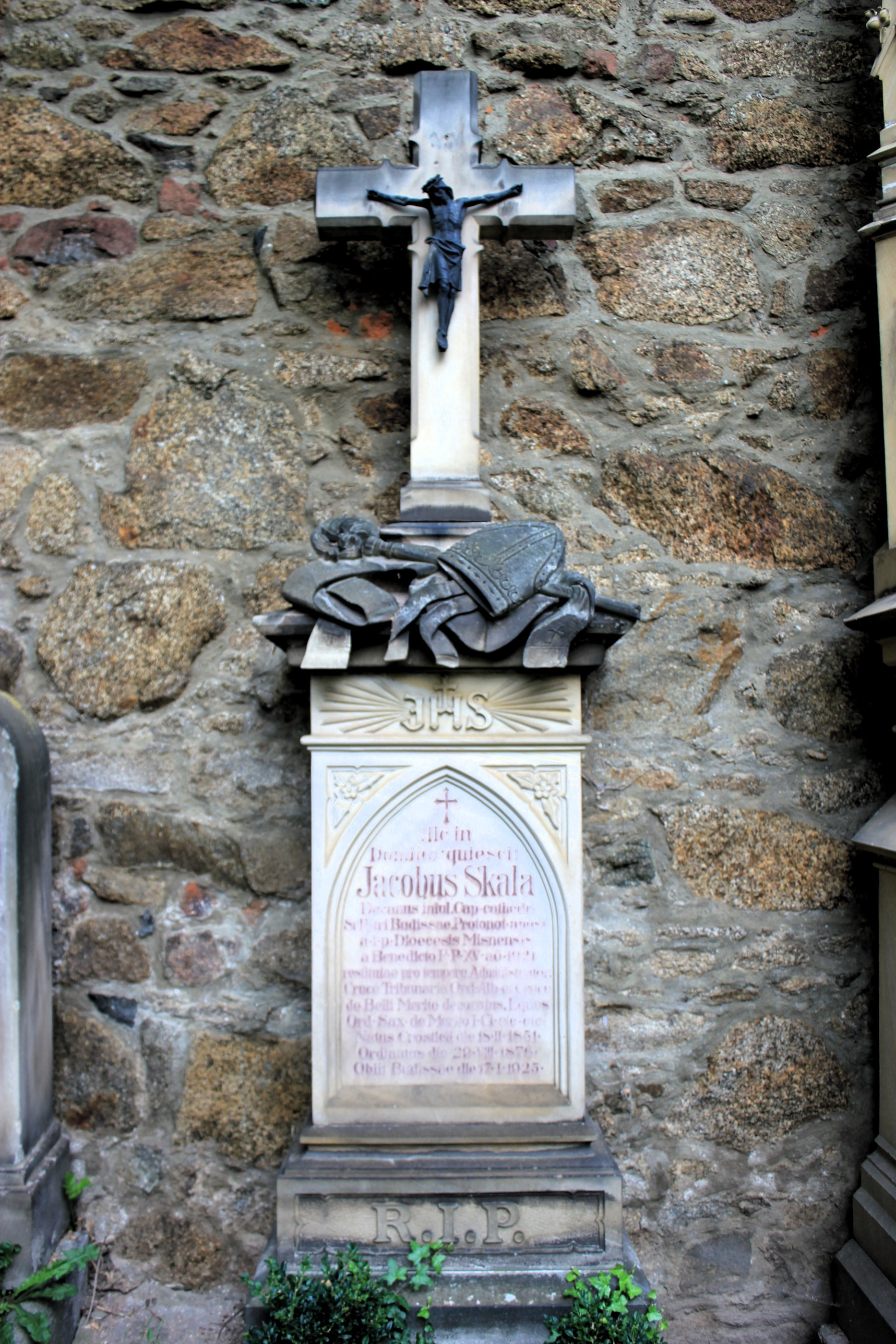
Grabdenkmal von Jakob Skala auf dem Nikolaifriedhof in Bautzen

Nach der Priesterweihe war Skala seit 1876 Kaplan in Ralbitz; 1881 wechselte er in gleicher Funktion nach Bautzen. Dort war er über zehn Jahre lang außerdem Redakteur des Katolski Posoł. 1895 wurde er in das Kollegium der Domherren gewählt. Wenig später wurde er auch Vorsitzender des Cyrill-Methodius-Vereins. Von 1905 bis 1908 und 1914 war Skala Vertreter des Domstifts Bautzen in der I. Kammer des Sächsischen Landtags.
1920 war Skala Mitunterzeichner der von Bischof Franz Löbmann vorbereiteten Petition, mit der der Papst um die Wiedererrichtung des Bistums Meißen gebeten wurde. Nach dem Tod Löbmanns wählte das Domkapitel Skala am 17. Dezember 1920 zum einstweiligen Administrator für die  Lausitz. Durch Dekret der päpstlichen Kongregation für die Glaubensverbreitung in Rom vom 7. Januar 1921 wurde diese Wahl bestätigt und Jakob Skala zusätzlich zum interimistischen Administrator des Apostolischen Vikariats der Sächsischen Erblande unter Wahrnehmung der Aufgaben eines Ordinarius bestimmt. Mit der päpstlichen Bulle vom 24. Juni 1921 über die Wiedererrichtung des infolge der Reformation untergegangenen Bistums Meißen wurde Jakob Skala zum infulierten Dekan ernannt und ihm die Leitung der Diözese als Apostolischer Administrator bis zur Ernennung eines Bischofs übertragen sowie die Vollmachten und Rechte, die diesem Amt zukommen, verliehen. Dieser Auftrag erlosch am 19. September 1921 mit dem Amtsantritt Christian Schreibers, dem ersten Meißener Bischof seit der Reformation.
In den Konflikten, die Bischof Schreiber bald darauf mit einem Teil der sorbischen Katholiken hatte, versuchte Jakub Skala eine mäßigende und vermittelnde Position einzunehmen. Persönlich gekränkt war er aber durch die von Schreiber auf der ersten Meißener Diözesansynode (1923) erhobenen Vorwürfe, dass der Katolski Posoł ein kirchenfeindliches Blatt sei. Schließlich wurde die Wochenzeitung vom Cyrill-Methodius-Verein herausgegeben, dem Skala seit mehr als zwei Jahrzehnten vorstand.